# Euchloe creusa
Euchloe creusa é uma espécie de borboleta que habita no norte da América do Norte.
É, sobretudo, branca com marcações pretas em cima das asas e do corpo. O lado de baixo contém veias verde-cinza, especialmente na parte de baixo das asas. A envergadura é de 24 a 36 mm.
As larvas alimentam-se de Draba e Brassicaceae.